# Tzapoyo I
Tzapoyo I är en ort i Mexiko.   Den ligger i kommunen San Felipe Orizatlán och delstaten Hidalgo, i den sydöstra delen av landet, 220 km norr om huvudstaden Mexico City. Tzapoyo I ligger 154 meter över havet och antalet invånare är 219.
Terrängen runt Tzapoyo I är platt åt nordost, men åt sydväst är den kuperad. Terrängen runt Tzapoyo I sluttar österut. Runt Tzapoyo I är det ganska tätbefolkat, med 96 invånare per kvadratkilometer. Närmaste större samhälle är Tampacan, 17,7 km nordväst om Tzapoyo I. Omgivningarna runt Tzapoyo I är en mosaik av jordbruksmark och naturlig växtlighet.